# La fine dei vent'anni
La fine dei vent'anni è il primo album in studio del cantautore italiano Motta, pubblicato il 18 marzo 2016.
Il disco si è aggiudicato la Targa Tenco 2016 nella categoria "Opera prima".

## Tracce
Testi e musiche di Francesco Motta, eccetto dove indicato.
1. Del tempo che passa la felicità – 4:10
2. La fine dei vent'anni – 4:30
3. Prima o poi ci passerà – 3:58 (musica: Francesco Motta, Riccardo Sinigallia)
4. Sei bella davvero – 3:15 (testo: Francesco Motta, Riccardo Sinigallia)
5. Roma stasera – 3:30 (testo: Francesco Motta, Riccardo Sinigallia)
6. Mio padre era comunista – 3:15
7. Prenditi quello che vuoi – 2:44
8. Se continuiamo a correre – 3:35 (testo: Francesco Motta, Alessandro Alosi)
9. Una maternità – 3:42
10. Abbiamo vinto un'altra guerra – 3:35

## Formazione
- Francesco Motta – voce, chitarra elettrica, chitarra acustica, chitarra classica, basso, pianoforte, percussioni, batteria, programmazione, mandolino
- Riccardo Sinigallia – basso, sintetizzatore, programmazione, campionatore, cori
- Cesare Petulicchio – batteria
- Andrea Pesce – sintetizzatore, pianoforte
- Manuel Sinigallia – cembalo, shaker
- Laura Arzilli – basso, cori
- Maurizio Loffredo – lap steel guitar, tecnico del suono
- Lorenzo Tomio – chitarra elettrica
- Lello Arzilli – sassofono tenore, flauto traverso
- Andrea Ruggiero – violino
- Guglielmo Ridolfo Gagliano – violoncello
- Caterina Martucci  Clementina Gentile Fusillo – cori
- Giorgio Canali – chitarra elettrica in Una maternità e Abbiamo vinto un'altra guerra
- Alessandro Alosi – voce, chitarra elettrica in Se continuiamo a correre
- Pietro Paroletti – assistente di studio, tecnico del suono